# Přílepy (okres Rakovník)
Přílepy (německy Brachfeld) jsou obec v okrese Rakovník ve Středočeském kraji. Leží při Kolešovickém potoce zhruba sedm kilometrů severozápadně od Rakovníka. Žije zde 228 obyvatel.

## Název
Název, ve staročeské podobě Přělepy, znamenal „ves lidí přelepých“, tj. velmi lepých – krásných, způsobných, slušných.

## Historie
První písemná zmínka o vesnici pochází z roku 1399, kdy se připomíná Hynek z Přílep (Hinco de Przyelep).
V obci Přílepy (652 obyvatel) byly v roce 1932 evidovány tyto živnosti a obchody: cihelna, holič, 2 hostince, kolář, 2 kamenictví, kovář, 3 krejčí, lom, mlýn, 3 obuvníci, 2 pokrývači, řezník, 4 obchody se smíšeným zbožím, obchod se střižním zbožím, 2 švadleny, 2 trafiky, 2 zámečníci.

## Obyvatelstvo
| Rok            | 1869 | 1880 | 1890 | 1900 | 1910 | 1921 | 1930 | 1950 | 1961 | 1970 | 1980 | 1991 | 2001 | 2011 | 2021 |
| -------------- | ---- | ---- | ---- | ---- | ---- | ---- | ---- | ---- | ---- | ---- | ---- | ---- | ---- | ---- | ---- |
| Počet obyvatel | 499  | 535  | 589  | 676  | 681  | 652  | 578  | 366  | 300  | 267  | 223  | 195  | 165  | 194  | 216  |
| Počet domů     | 81   | 89   | 95   | 113  | 120  | 123  | 132  | 132  | 105  | 91   | 78   | 96   | 103  | 104  | 107  |

## Obecní správa

### Územněsprávní začlenění
Dějiny územněsprávního začleňování zahrnují období od roku 1850 do současnosti. V chronologickém přehledu je uvedena územně administrativní příslušnost obce v roce, kdy ke změně došlo:
- 1850 země česká, kraj Praha, politický i soudní okres Rakovník[8]
- 1855 země česká, kraj Praha, soudní okres Rakovník
- 1868 země česká, politický i soudní okres Rakovník
- 1939 země česká, Oberlandrat Kladno, politický i soudní okres Rakovník[9]
- 1942 země česká, Oberlandrat Praha, politický i soudní okres Rakovník[10]
- 1945 země česká, správní i soudní okres Rakovník[11]
- 1949 Pražský kraj, okres Rakovník[12]
- 1960 Středočeský kraj, okres Rakovník
- k 1. lednu 1980 Středočeský kraj, okres Rakovník, městys Kněževes[13]
- k 24. listopadu 1990 Středočeský kraj, okres Rakovník[13]
- 2003 Středočeský kraj, obec s rozšířenou působností Rakovník

## Doprava
Dopravní síť
- Pozemní komunikace – Do obce vedou silnice III. třídy.
- Železnice – Železniční trať ani stanice na území obce nejsou. Necelé dva kilometry severně od vesnice se nachází železniční zastávka Přílepy na Kolešovické dráze. Na trati jsou provozovány pouze prázdninové a příležitostné muzejní vlaky.

Veřejná doprava (2022)
- Autobusová doprava – V obci je zastávka autobusové dopravy. Autobusy zde jezdí pouze o všední dny. Dopravu zajišťuje dopravní společnost Transdev.

## Pamětihodnosti
- Přírodní památka Přílepská skála, skalnaté návrší (418 metrů), vystupující z krajiny necelý kilometr jihovýchodně od obce, v minulosti zde byly kamenolomy na pískovec takzvaný přílepák
- Socha svatého Donáta u trati

## Galerie

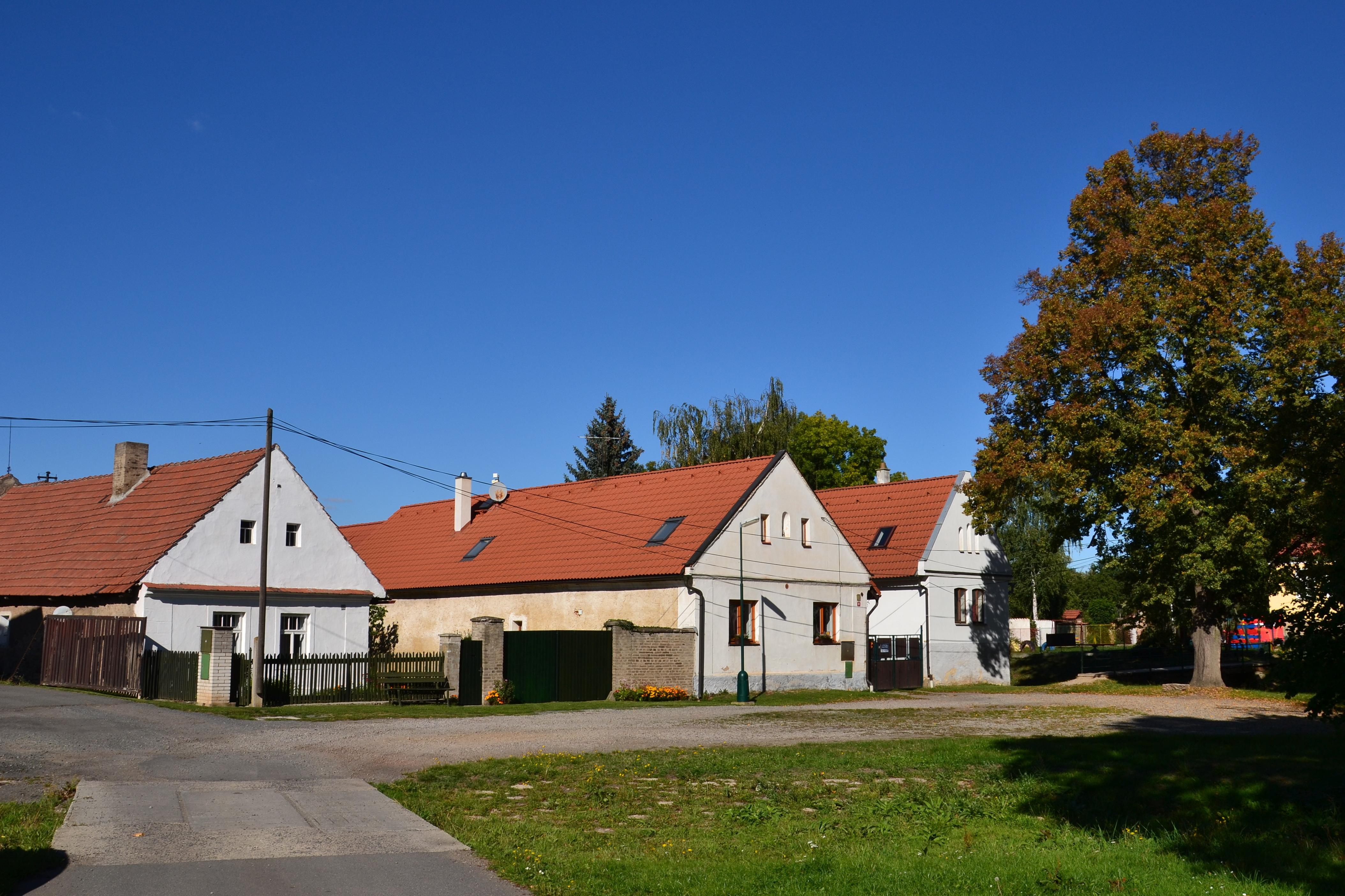
Usedlosti na návsi
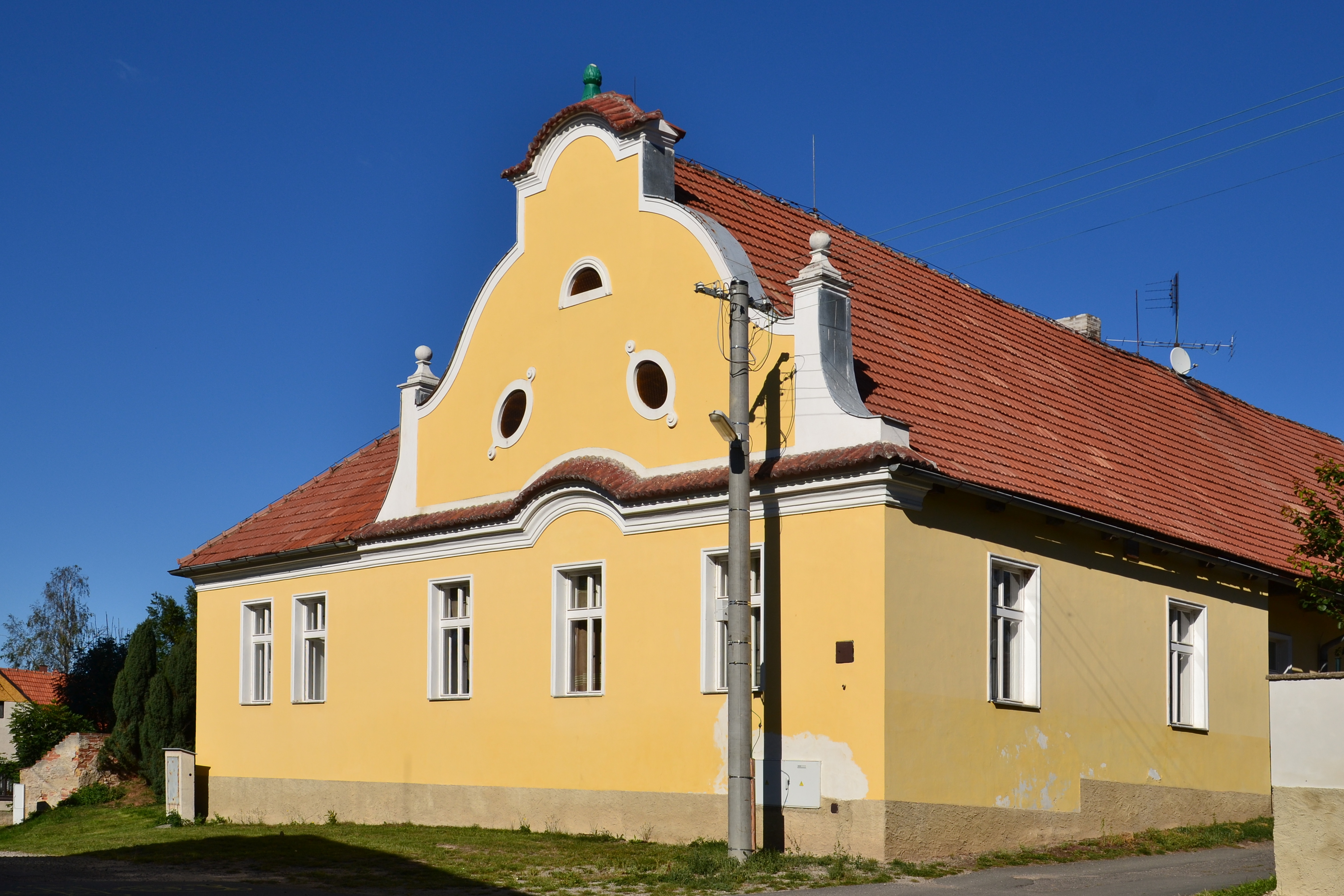
Hospoda u obecního úřadu
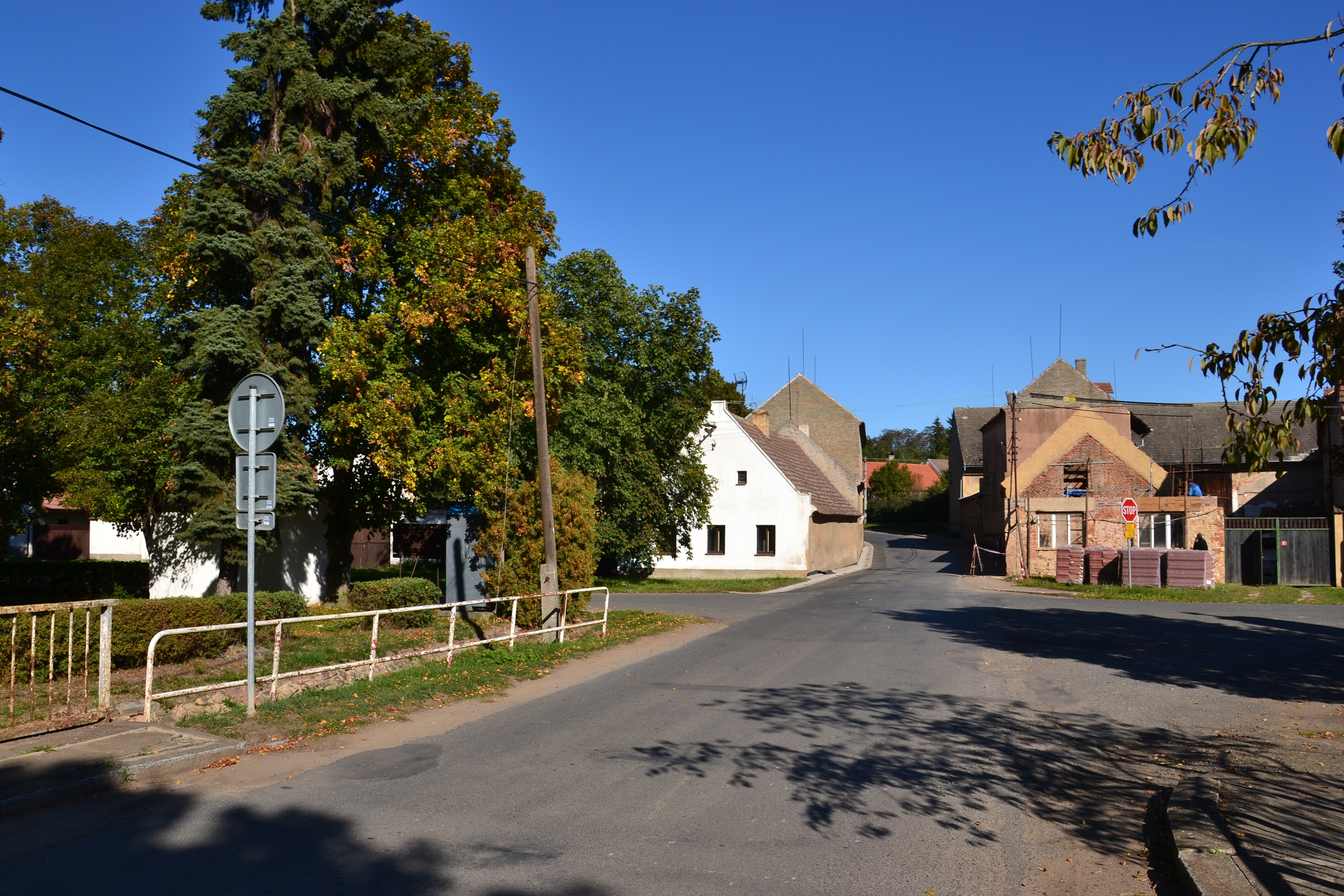
Silnice na návsi
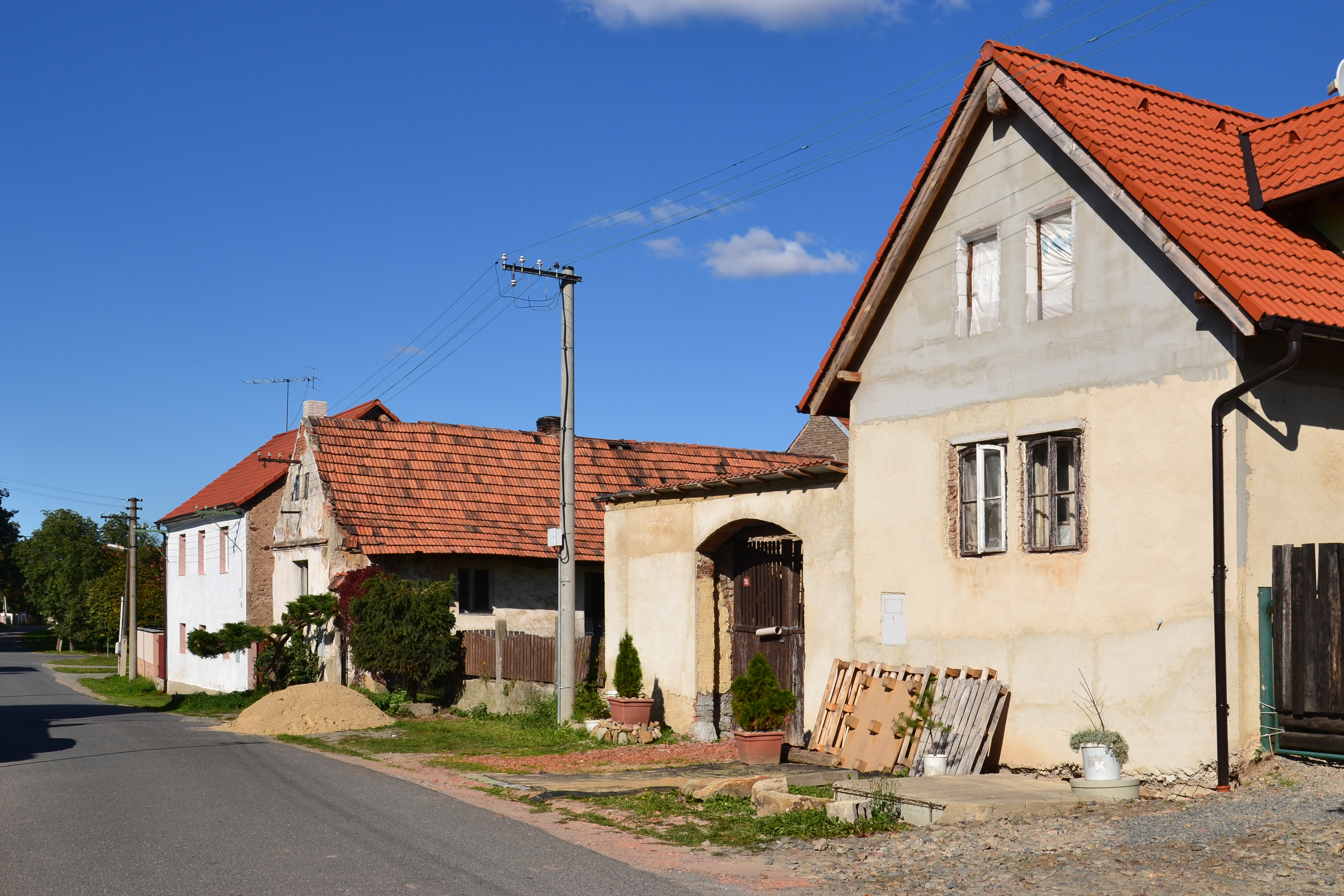
Domy u silnice k Nouzovu